# Муниципальный сад Фуншала
Муниципальный сад Фуншала (порт. Jardim Municipal do Funchal), ранее известный как Сад Дона Амелия (порт. Jardim Dona Amélia) — сад в городе Фуншал, остров Мадейра, Португалия. Площадь сада 8300 м².

## География
Сад находится в городе Фуншал, на острове Мадейра. Сад окружён Авенидой Арриагой на юге, Руа Ивенс на севере, Руа Конселейру Жозе Силвештре Рибейру на западе и Руа-де-Сан-Франциско на востоке.

## История
В течение нескольких столетий на месте сада находился монастырь святого Франциско. На одном из проспектов сада сохранился мраморный герб францисканцев и Португалии XVII века.
Строительство сада началось в 1880 году, первые растения были доставлены с Парижа и Порту. В саду представлены разнообразные растения из разных уголков мира, такие как Колбасное дерево из Чёрной Африки, Гарциния и мангостан из Индии, Бангладеш и Малайзии, Plumeria rubra var. acutifolia из Мексики и Пандан из Мадагаскара. Также в саду присутствует флора Мадейры: Apollonias barbujan, Драконово дерево, Пау-бранко и Окотея зловонная.
21 августа 1992 году в саду открылся зрительный зал и амфитеатр, где каждый год проходят различные культурные и развлекательные мероприятия.
Также в саду есть терраса, на которой стоит бар, киоск и небольшой пруд, населённый лебедями и утками. В пруду есть фонтаны и мраморная скульптура под названием «Мальчики (Meninos)», созданная Антониу Марией Рибейру в 1943 году.

## Галерея

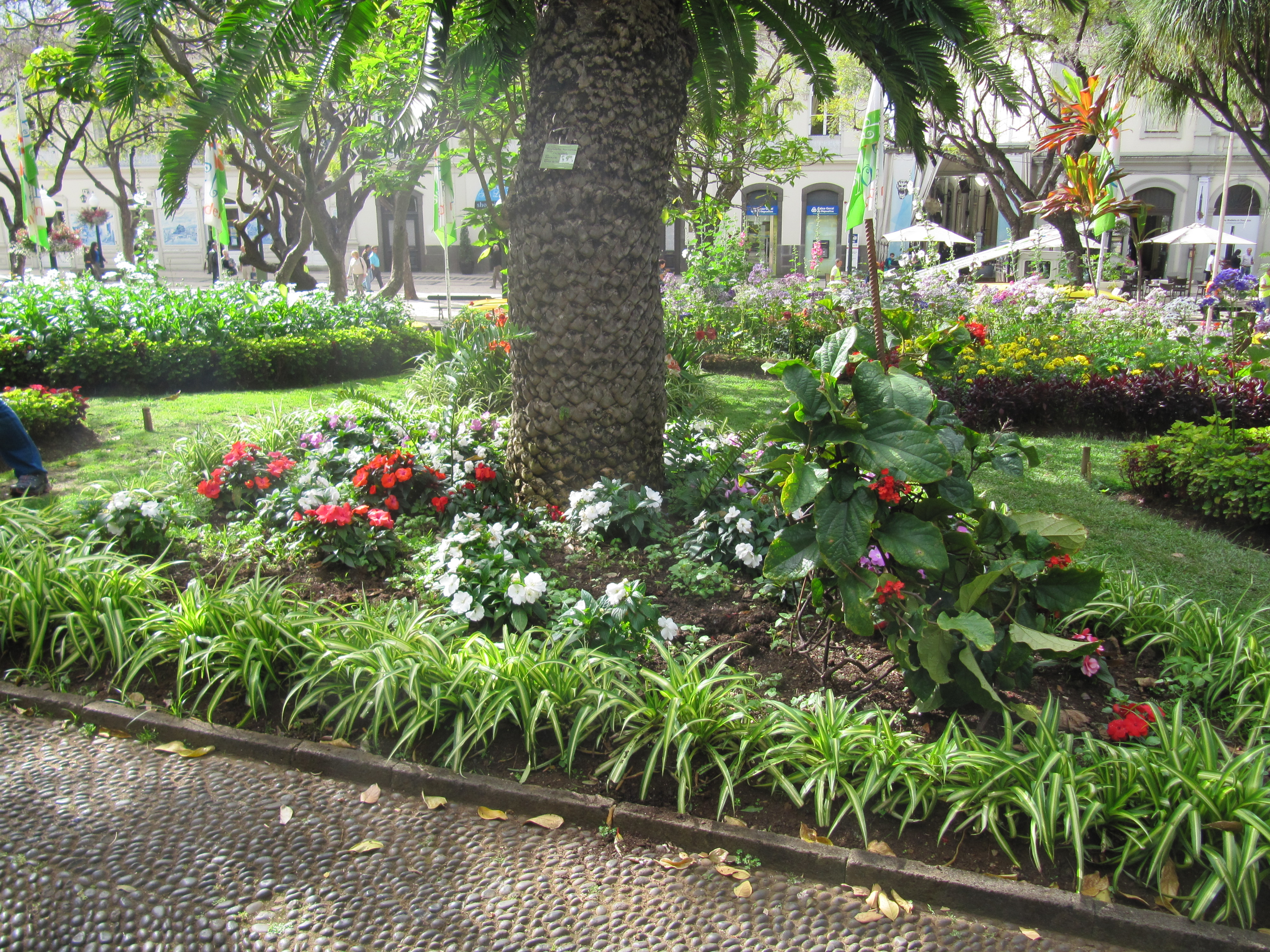
Вид из сада на Авениду Арриагу
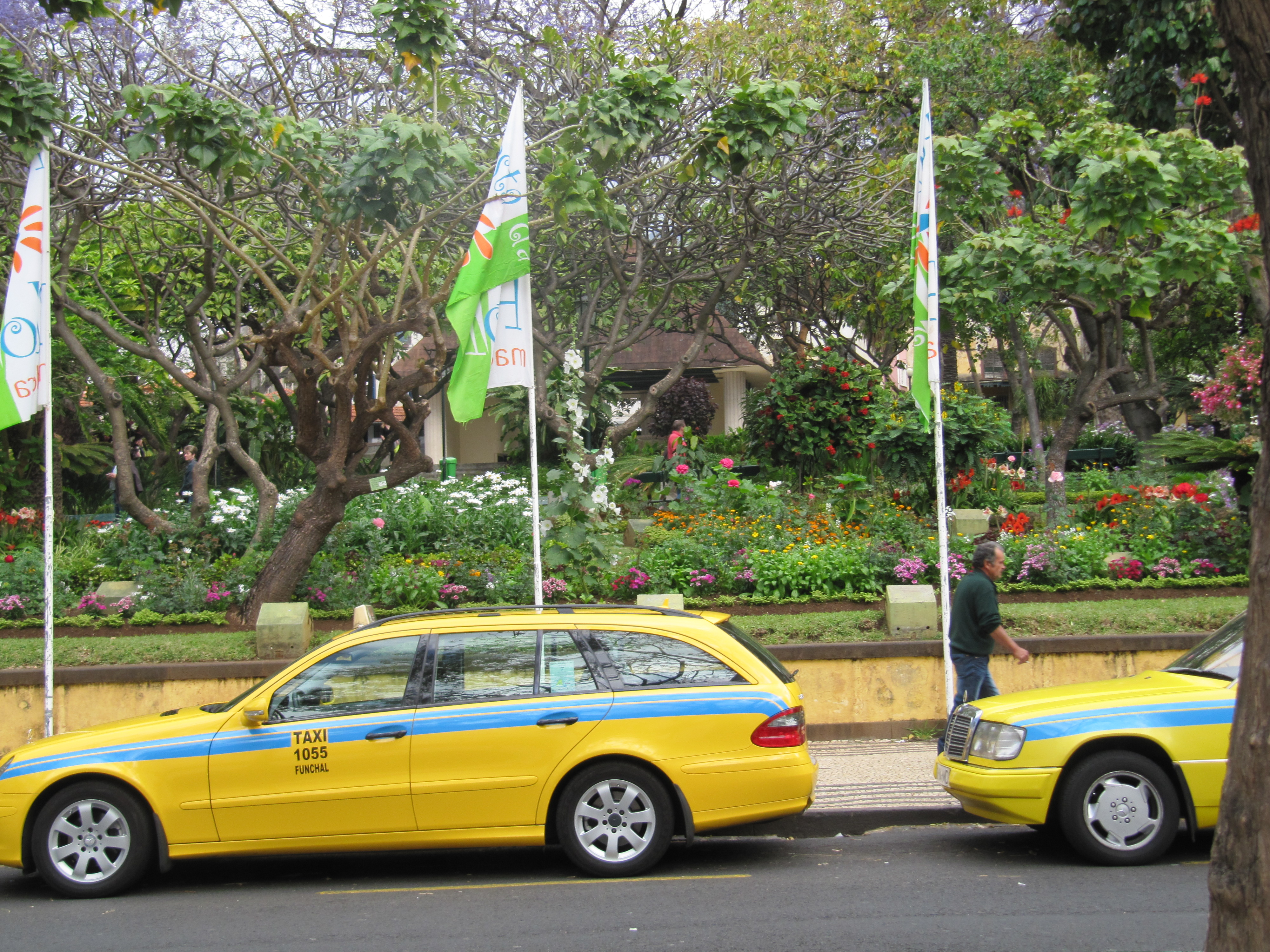
Стоянка такси расположенная к югу от сада, на Авениде Арриагу
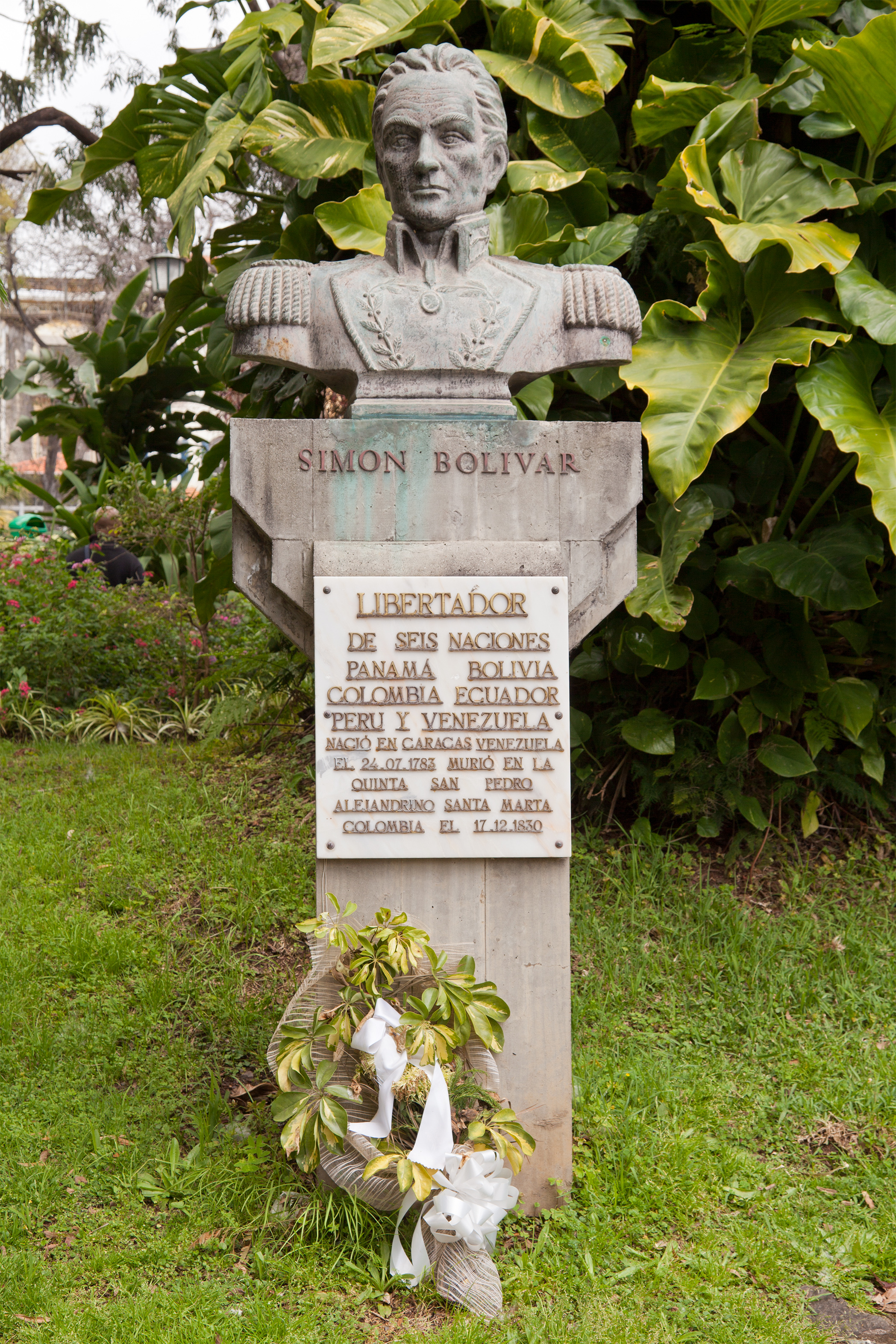
Бюст Симона Боливара
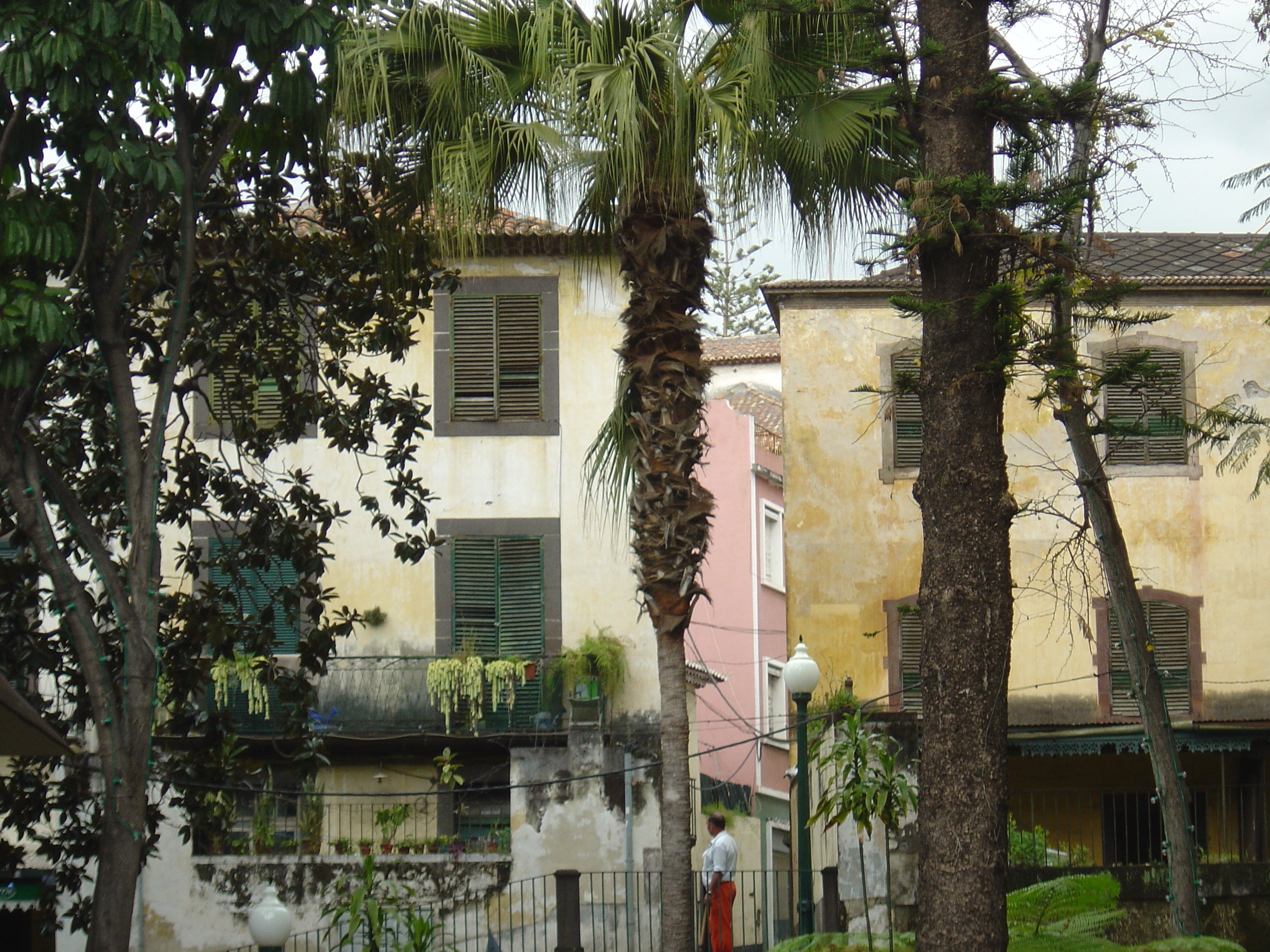
Вид из сада на Руа Ивенс
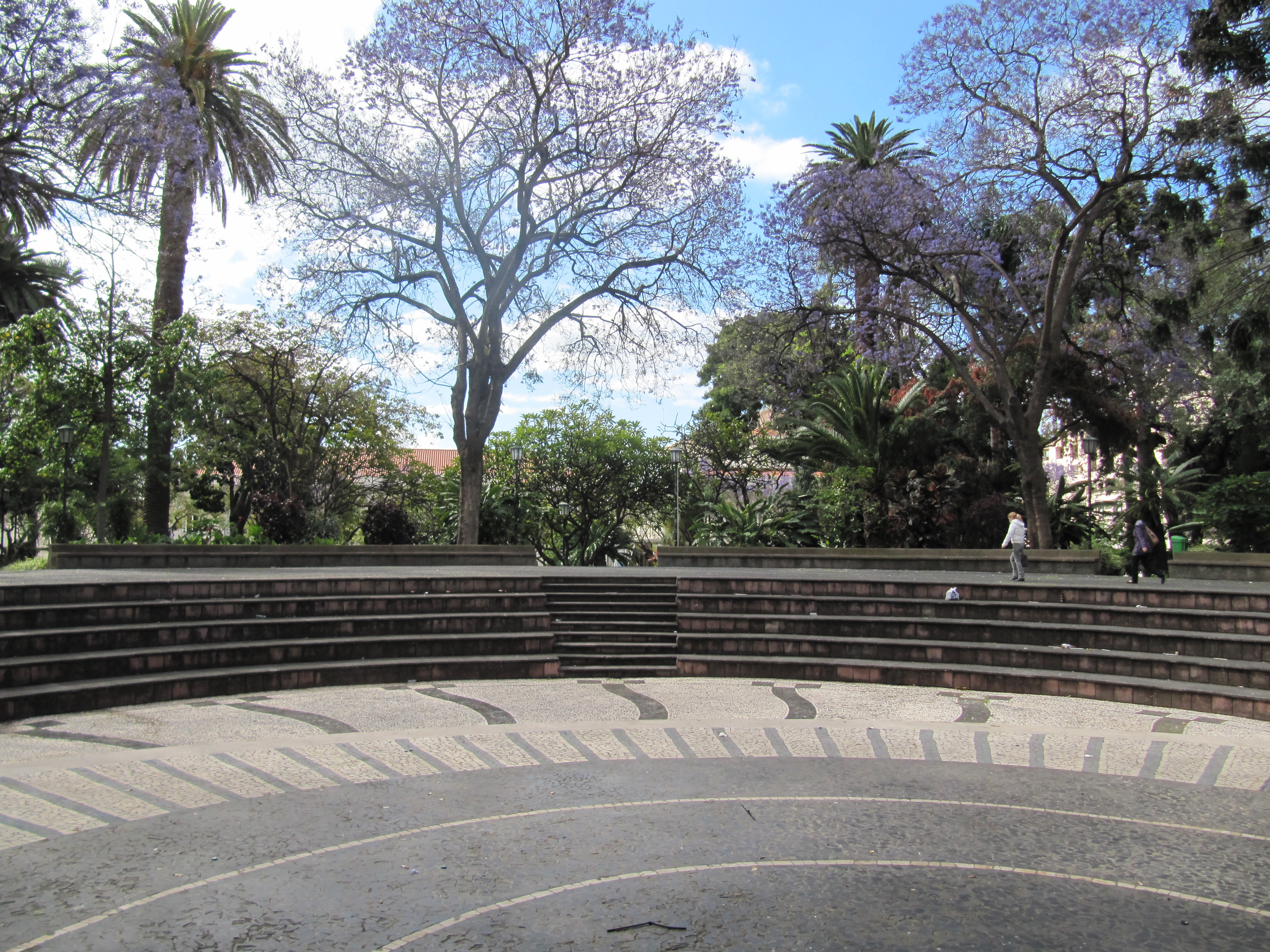
Вид на сцену в саду
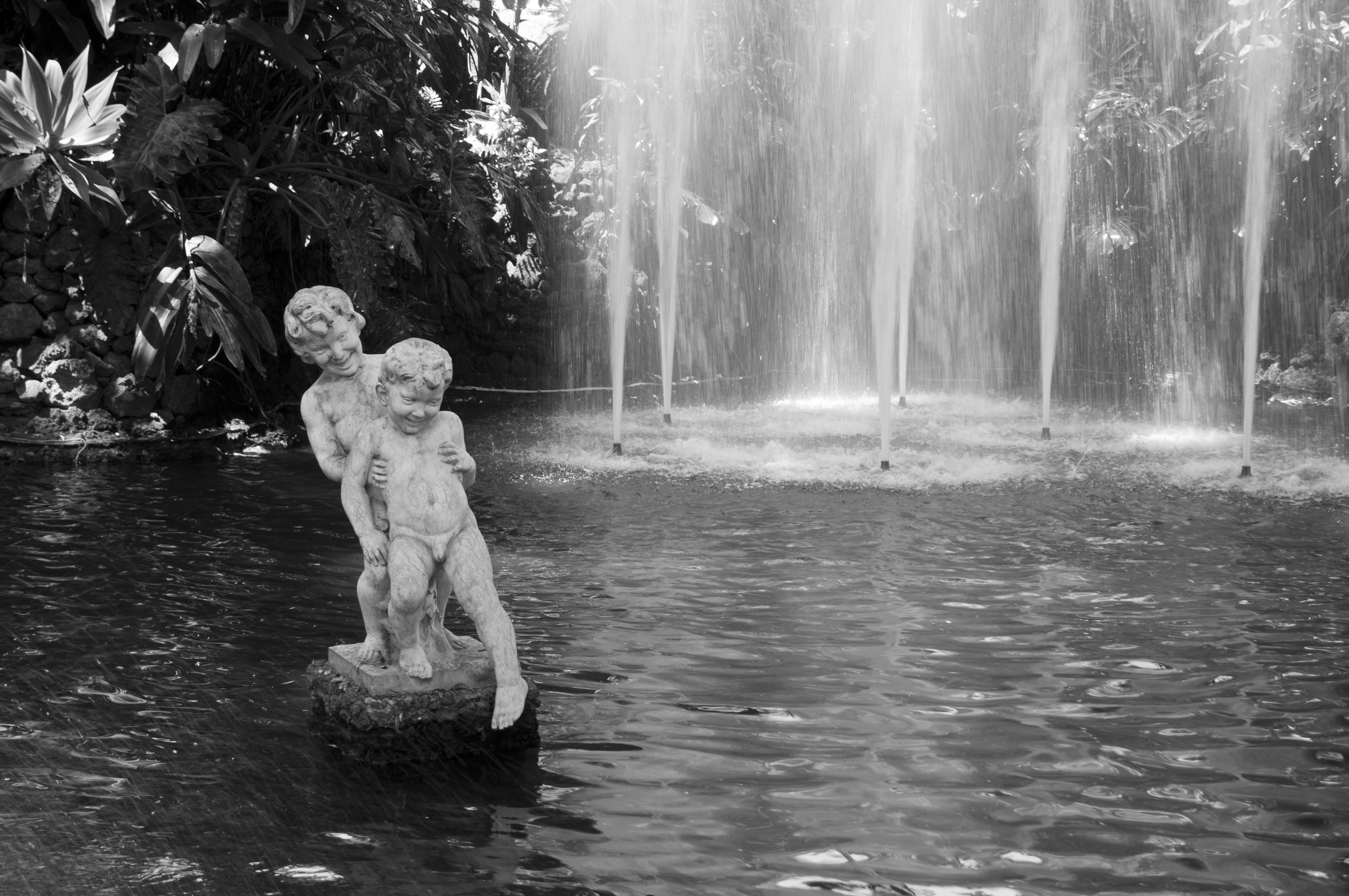
Мраморная скульптура «Мальчики» в пруду
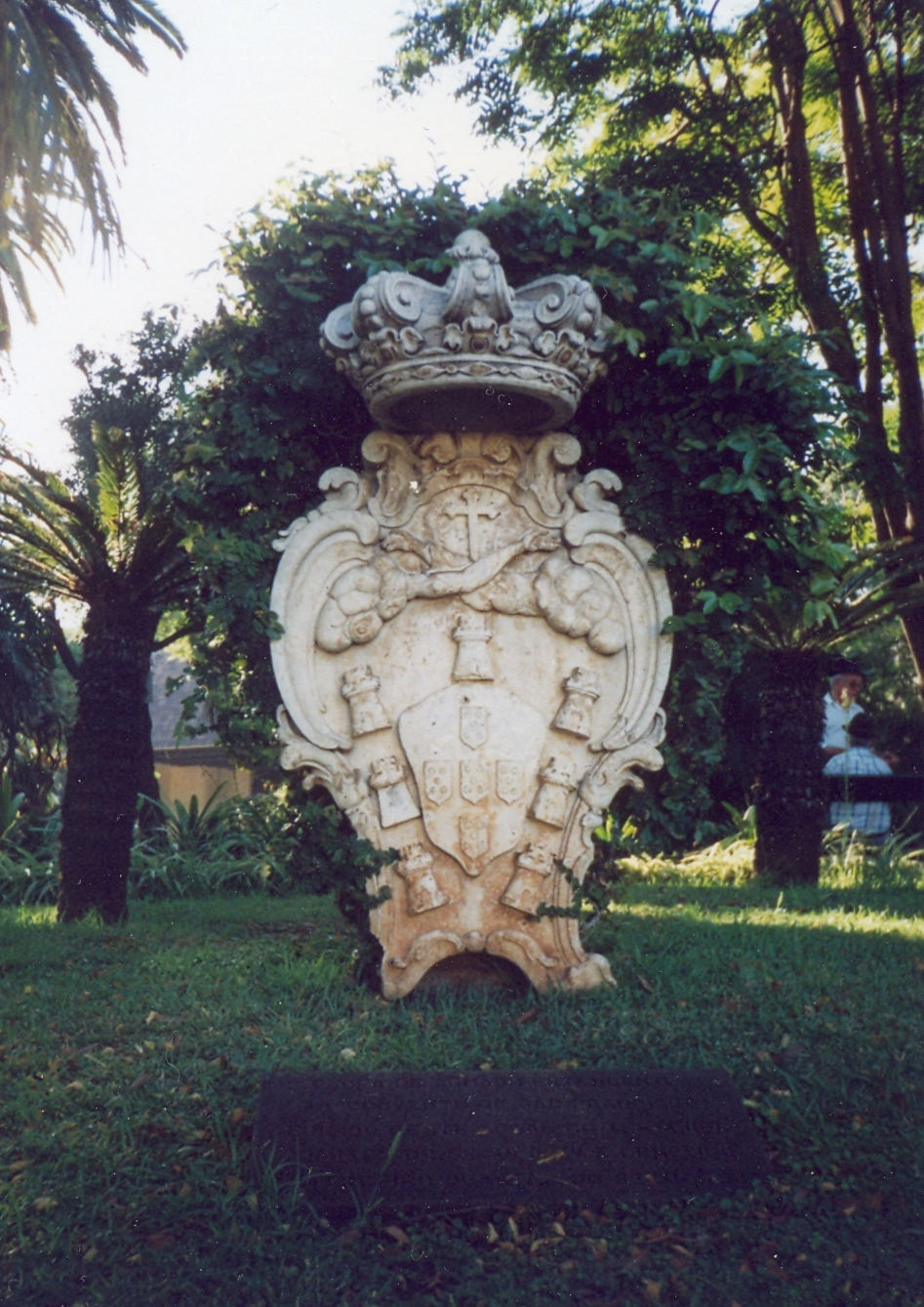
Герб на камне
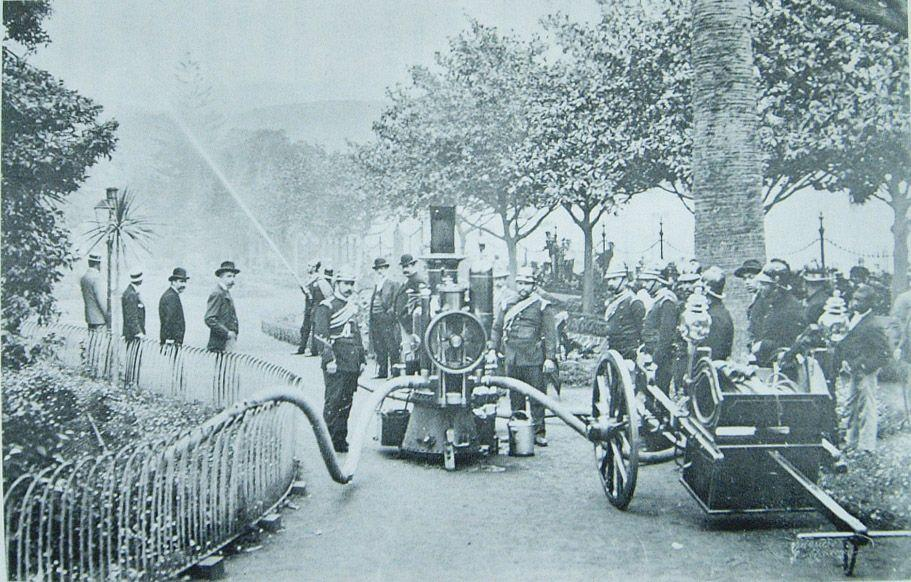
Торжественное открытие парового насоса в саду (1900 год)
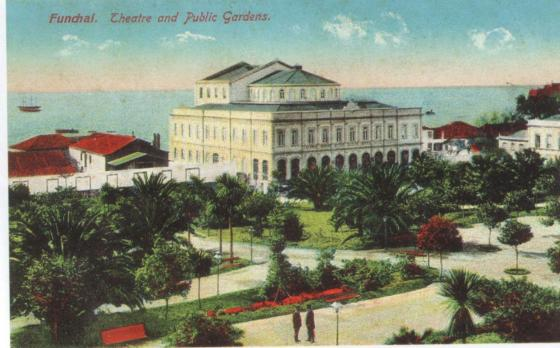
Открытка с садом и театром 1900 год (сад на переднем плане, театр на заднем)
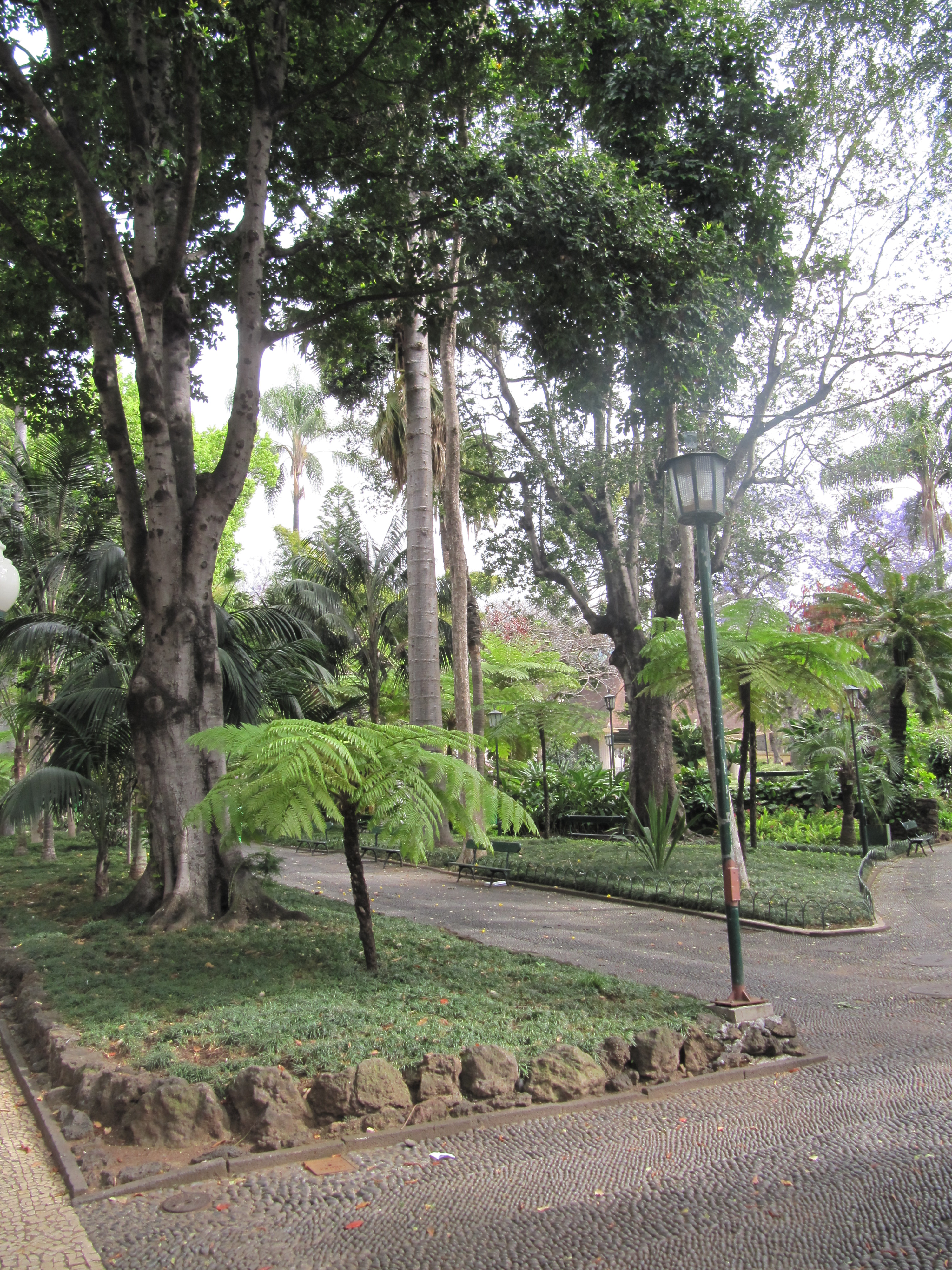
Торговые центры в саду